# Sonate en mi bémol mineur de Dukas
La Sonate en mi bémol mineur est une sonate pour piano composée par Paul Dukas entre 1899 et 1900 et publiée en 1901.

## Histoire
Paul Dukas compose son unique sonate entre 1899 et 1900. Il la dédie à Camille Saint-Saëns.

## Structure
L'œuvre comporte quatre mouvements :
1. Modérément vite — expressif et marqué
2. Calme, un peu lent, très soutenu
3. Vivement, avec légèreté
4. Très lent